# Pierre de Pardaillan de Gondrin d’Antin
Pierre de Pardaillan de Gondrin d’Antin (* 18. Dezember 1692 in Versailles; † 2. November 1733 in Bougey) war ein französischer römisch-katholischer Bischof, Kommendatarabt und Mitglied der Académie française und der Académie des inscriptions et belles-lettres.

## Leben und Werk
Pierre de Pardaillan gehörte zum Adelshaus Pardaillan. Er war der Enkel von Louis Henri de Pardaillan und der Madame de Montespan und der Sohn von Louis Antoine de Pardaillan de Gondrin (1665–1736), später Duc d’Antin. Er war eine Art Wunderkind, insofern er seinem Lehrer Étienne Fourmont (1683–1745) sehr früh die Bibel in Hebräisch, Griechisch und Lateinisch weithin auswendig aufsagen konnte. Er kam an den Hof und wurde 1713 Kommendatarabt der Abtei Montiéramey und der Abtei Notre-Dame de Lyre in La Vieille-Lyre, sowie Kanonikus in Paris (1724 Straßburg). 1718 wurde er in Theologie promoviert. Erzbischof René-François de Beauveau de Rivau (1664–1739) von Toulouse machte ihn zu seinem Generalvikar. Ab 1724 war er Bischof von Langres, dadurch Herzog und Pair von Frankreich. Während seines Episkopats wurde 1731 (mit seiner Zustimmung) die Diözese Dijon gegründet, wodurch das Bistum Langres erheblich an Umfang verlor.
Pardaillan war ab 1716 Mitglied (associé) der Académie des inscriptions et belles-Lettres (1721 honoraire). 1725 wurde er in die Académie française (Sitz Nr. 38) gewählt.
Er starb 1733 im Alter von 40 Jahren. Außer Gelegenheitsreden sind von ihm keine Schriften erhalten.